# Anastatus dipterae
Anastatus dipterae is een vliesvleugelig insect uit de familie Eupelmidae. De wetenschappelijke naam is voor het eerst geldig gepubliceerd in 1955 door Risbec.